# Yasuhikotakia nigrolineata
Yasuhikotakia nigrolineata е вид лъчеперка от семейство Cobitidae. Видът е уязвим и сериозно застрашен от изчезване.

## Разпространение
Разпространен е в Китай (Юннан) и Лаос.

## Описание
На дължина достигат до 8 cm.
Популацията на вида е намаляваща.